# (4440) Tchantchès
(4440) Tchantchès es un asteroide que forma parte del cinturón interior de asteroides y fue descubierto por François Dossin desde el Observatorio de la Alta Provenza, Francia, el 23 de diciembre de 1984.

## Designación y nombre
Tchantchès se designó al principio como 1984 YV.
Más tarde, en 1998, recibió su nombre de Tchantchès, un personaje del folclore valón.

## Características orbitales
Tchantchès está situado a una distancia media del Sol de 1,921 ua, pudiendo acercarse hasta 1,773 ua y alejarse hasta 2,069 ua. Su excentricidad es 0,07703 y la inclinación orbital 21,35 grados. Emplea 972,5 días en completar una órbita alrededor del Sol.
Tchantchès pertenece al grupo asteroidal de Hungaria.

## Características físicas
La magnitud absoluta de Tchantchès es 13,6 y el periodo de rotación de 2,788 horas.